# Joachim Kurd Niedlich
Joachim Kurd Niedlich (* 5. Juli 1884 in Baudach, Kreis Sorau; † 27. November 1928 in Berlin) war ein deutscher Schriftsteller und Pädagoge.

## Leben
Als Sohn eines Predigers geboren, studierte Niedlich nach dem Besuch des Gymnasiums in Sorau Evangelische Theologie in Straßburg, Berlin und Greifswald. Während seines Studiums wurde er 1904 Mitglied der Straßburger Burschenschaft Germania. In Erlangen wurde er 1907 zum Dr. phil. promoviert. Er wurde wissenschaftlicher Hilfslehrer in Oberstein und ab 1913 in Berlin. Dort war er zwischen 1919 und 1928 als Oberlehrer und Studienrat am Lyzeum in Berlin-Karlshorst tätig.
1921 gründete er gemeinsam mit Ernst Bublitz und Friedrich Andersen den Bund für Deutsche Kirche. Er war Leiter der Zeitschrift Die Deutsche Kirche, Religionsphilosoph und Kulturhistoriker. Er verfasste unter anderem Schulbücher und Dramen.

## Veröffentlichungen (Auswahl)
- Condorcets „Esquisse d’un Tableau Historique“ und seine Stellung in der Geschichtsphilosophie. Dissertation, Universität Erlangen 1907.
- Religionsgeschichtliche Tabellen unter besonderer Berücksichtigung der religionsgeschichtlichen Entwickelung zum und im Christentum als Hilfsbuch für Theologen, Religionslehrer, Seminare etc. Leipzig 1908.
- „Von Sonnenaufgang“. Auslese israelitischer Poesie. Leipzig 1908.
- Deutscher Heimatschutz als Erziehung zu deutscher Kultur! Die Seele deutscher Wiedergeburt. Leipzig 1920.
- Jahwe oder Jesus? Die Quelle unserer Entartung. Leipzig 1921.
- Landwehr-Infanterie-Regiment Nr. 379, nach den dienstlichen Kriegstagebüchern. Stalling, Oldenburg 1923 (Erinnerungsblätter deutscher Regimenter; Truppenteile des ehemaligen preußischen Kontingents; 68) (Digitalisat).
- Deutsche Religionsgeschichte in Quellen. Leipzig 1923.
- Deutscher Religionsunterricht. Leipzig 1923.
- Der Heiland; eine deutsche Jesustragödie. Leipzig 1923.
- Das Mythenbuch. Die germanische Mythen- und Märchenwelt als Quelle deutscher Weltanschauung. Leipzig 1923.
- Wegweiser zum deutschen Religionsunterricht. Leipzig 1925.
- Der Jesuitenorden. Leipzig 1926.
- Deutsche Künstler als religiössittliche Lebensführer: Dürer und Bach. Leipzig 1927
- Das Märchenbuch. Der alten deutschen Volksmärchen heimliches Raunen. Berlin-Schlachtensee 1927.